# Frälsaren inte gjord av händer (1700-talet)

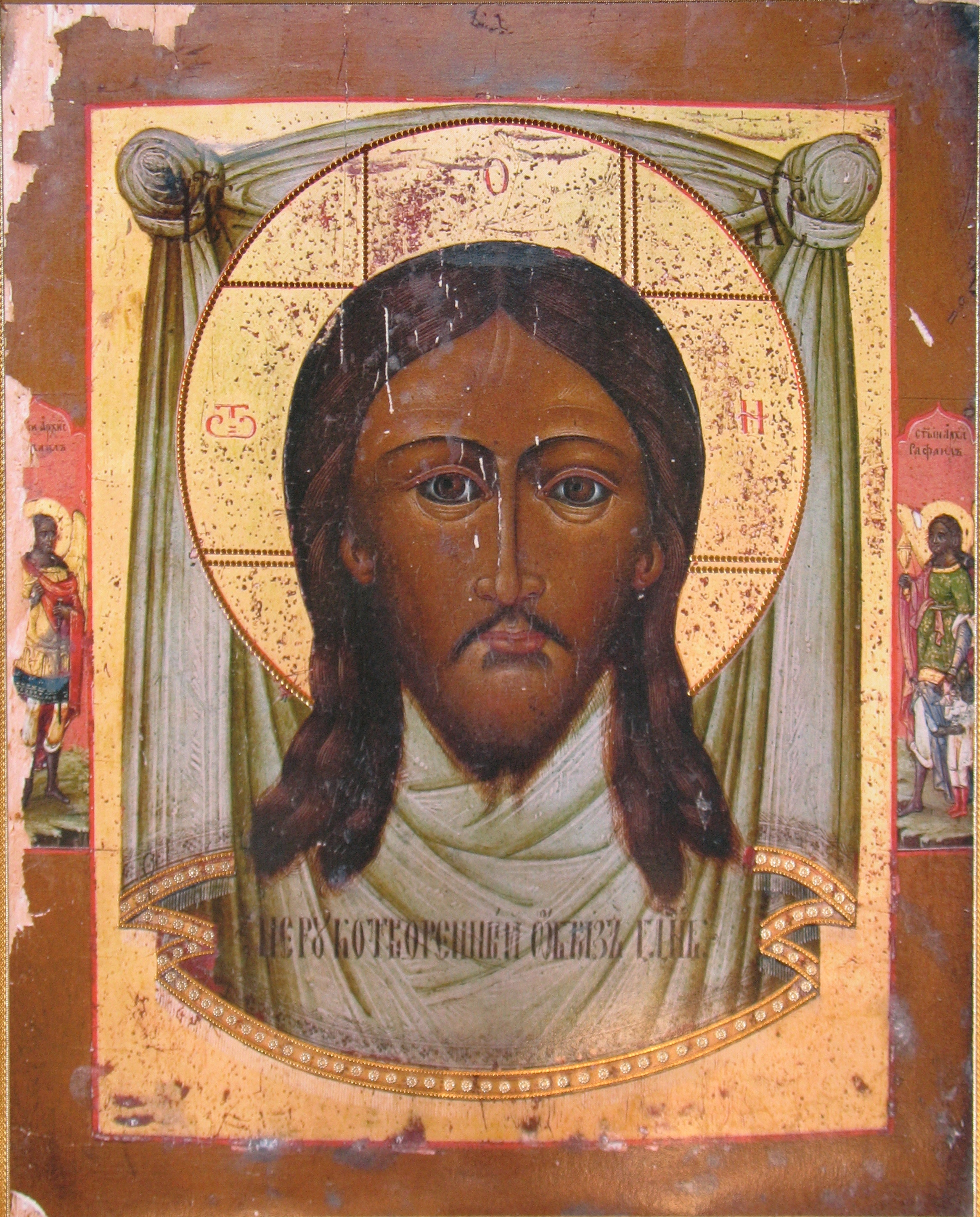
Frälsaren inte gjord av händer.

Frälsaren inte gjord av händer (kyrkslaviska: Спа́съ Нерꙋкотво́рный) är en östortodox ikon från Charkivs och Iziums stift som tillhör Moskvapatriarkatets ukrainska ortodoxa kyrka.
Denna ikon firas den 7 juli (enligt den gregorianska kalendern).

## Historik
Frälsaren inte gjord av händer är gjord i bysantinsk stil och ska ha tillverkats under 1700-talet.
Under det stora fosterländska kriget förvarades ikonen i en källare, vilket ledde till att den blev mörkare på grund av förhållandena där.
Den 28 oktober 1997 beslutade den heliga synoden för Moskvapatriarkatets ukrainska ortodoxa kyrka att erkänna ikonen som mirakulös.

## Ikonen
Ikonen har storleken 45 x 36 centimeter.